# Al-Dana, Maarrat al-Nu'man
Al-Dana, Maarrat al-Nu'man (tiếng Ả Rập: الدانا) là một ngôi làng Syria nằm ở Maarrat al-Nu'man Nahiyah ở huyện Maarrat al-Nu'man, Idlib. Theo Cục Thống kê Trung ương Syria (CBS), Al-Dana, Maarrat al-Nu'man có dân số 2607 người trong cuộc điều tra dân số năm 2004.